# Julmatcher i National Basketball Association
National Basketball Association spelar varje år under juldagen. Traditionen har funnits sedan premiärsäsongen 1946. Till skillnad från  Thanksgiving Classic i National Football League, finns inga fasta möten, utan i stället lottas några av de bästa lagen och spelarna.

### Fotnoter
1. ↑  Schuhmann, John (17 december 2009). ”Knicks, Kobe and more part of Christmas Day lore”. NBA.com. Arkiverad från originalet den 2 december 2010. https://web.archive.org/web/20101202114508/http://www.nba.com/2009/news/features/john_schuhmann/12/17/numbers.christmas/index.html. Läst 28 december 2010.
2. ↑  ”Christmas: Three Wise Matchups”. NBA.com. 23 december 2007. Arkiverad från originalet den 8 september 2009. https://web.archive.org/web/20090908004032/http://www.nba.com/news/christmas_2007.html. Läst 28 december 2010.